# Yu-Gi-Oh! Forbidden Memories
Yu-Gi-Oh Forbidden Memories, in Japan uitgebracht als Yu-Gi-Oh! Shin Duel Monsters (遊戯王真デュエルモンスターズ封印されし記憶) is een computerspel voor de PlayStation, gebaseerd op de Yu-Gi-Oh! manga en animeserie.

## Plot
Het spel begint in het Oude Egypte, waar prins Atem uit het paleis sluipt om zijn vrienden Jono en Teana te ontmoetten op de duelleergronden. Daar zien ze een ceremonie van een aantal duistere magiërs. Atem bevecht de priester Seto, en verslaat hem.
Die avond wordt het paleis aangevallen door priester Heishen, die een vreemde magie gebruikt. Heishen zoekt Atem op, en dreigt de koning en koningin te doden als Atem hem niet de Millennium Puzzel geeft. Atem slaat de puzzel nog liever aan stukken, waarna zijn dienaar Simon Muran de geesten van zichzelf en Atem in de puzzel opsluit.
1000 jaar later komt de puzzel in bezit van Yugi Muto. Hij komt in contact met de geest van Atem, die Yugi zes blanco kaarten geeft. Yugi neemt deel aan een duelmonsters toernooi. Na iedere overwinnen verschijnt op een van de blanco kaarten een Millennium Item. Zodra Yugi alle items heeft, kan Atem terugkeren naar zijn eigen tijd.
Terug in het oude Egypte blijken Heishen en zijn magiërs het koninkrijk te hebben overgenomen. Atem verslaat de magiërs een voor een, en steelt zo de Millennium Items terug. Nadat hij ze allemaal heeft gevonden, gebruikt Heishen de items om de duistere kracht Darknite op te roepen. Atem verslaat Darknite in een duel, en hij verandert in een ander wezen genaamd Nitemare. Atem verslaat ook dit wezen, waarna het gevaar is geweken.

## Personages
De personages die in het spel voorkomen zijn:
- The Prince (Yami/Atem) – een Egyptische prins van de Amenhotep Dynastie. De naam van dit personage wordt door de speler bepaald aan het begin van het spel. De speler speelt als dit personage gedurende het merendeel van het spel.
- Simon Muran – de adviseur van de speler.
- Anzu (アンズ) / Teana – een meisje dat sterk lijkt op Téa Gardner.
- Jono (ジョーノ Jōno) – een jongen die sprekend lijkt op Joey Wheeler.
- Heishin (ヘイシーン Heishīn) – Hoge magiër van de Amenhotep Dynastie.
- Seto (セト) – een sterke duellist die sterk lijkt op Seto Kaiba. Hij is de rivaal van de farao.
- Nitemare – de laatste eindbaas, een kwaadaardige tovenaar die de schaduwspellen heeft ontwikkeld.

Naast deze Oud Egyptische personages komen ook de volgende hedendaagse personages voor in het spel:
- Yugi Muto – het gastlichaam van de geest van de prins. De speler speelt een stuk van het spel met Yugi.
- Seto Kaiba – eigenaar van Kaiba Corp, die een toernooi organiseert voor de beste duellisten ter wereld.
- Pegasus J. Crawford / Maximillion Pegasus - schepper van het spel Duel Monsters.
- Ryo Bakura / Bakura – de hedendaagse eigenaar van de Millennium Ring. Wordt vaak beheerst door de kwaadaardige geest van de ring.
- Isis – de hedendaagse eigenaar van het Millennium Halssnoer.
- Shadi – een mysterieuze duellist met veel kennis over de farao en zijn verelden.
- Bandit Keith (バンデッド・キース) – een professionele duellist die vooral machinemonsters gebruikt.
- "Insector" Haga (インセクター羽蛾 Insekutā Haga) / Weevil Underwood – een duellist die insectmonsters gebruikt.
- "Dinosaur" Ryuzaki (ダイナソー竜崎 Dainosā Ryūzaki) / Rex Raptor – een duellist die dinosaurusmonsters gebruikt.
- Mai Kujaku (孔雀 舞 Kujaku Mai) / Mai Valentine – een vrouwelijke duellist, die vooral bekend is om haar Harpie Ladies kaarten.

## Achtergrond
De manier van duelleren in het spel is anders dan in het Yu-Gi-Oh! Ruilkaartspel. De hoofdzakelijke verschillen zijn:
- Een deck moet precies 40 kaarten bevatten. In het ruilkaartspel mogen het er meer zijn.
- Voor het normaal oproepen van een monster hoeft niet te worden geofferd.
- In plaats van 1 kaart te pakken aan het begin van de beurt, moet een speler meerdere kaarten pakken tot hij vijf kaarten vasthoudt.
- Kaarten kunnen vanuit een spelers hand worden gefuseerd zonder Polymerization.
- Magie- en valkaarten werken niet op alle monsters.
- Monsterkaarten moeten een van twee “Guardian Stars” uitkiezen, die een monster 500 extra ATK en DEF kunnen geven indien dit monster vecht tegen een ander monster dat een zwakkere Guardian Star heeft. De twee sets zijn:
  - Mercury > Sun > Moon > Venus > Mercury
  - Mars > Jupiter > Saturn > Uranus > Pluto > Neptune > Mars

## Ontvangst
| Beoordeeld door       | Datum             | Score |
| --------------------- | ----------------- | ----- |
| Gamers.at             | 4 april 2003      | 77%   |
| Netjak                | 23 september 2002 | 74%   |
| Thunderbolt Games     | 5 september 2007  | 70%   |
| Jeuxvideo.com         | 11 maart 2003     | 70%   |
| GameZone              | 29 april 2002     | 60%   |
| GamePro (USA)         | 30 april 2002     | 60%   |
| GameSpot              | 10 april 2002     | 59%   |
| The Video Game Critic | 23 juli 2003      | 33%   |